# Comostolopsis stillata
Comostolopsis stillata là một loài bướm đêm trong họ Geometridae.